# Damias mendax
Damias mendax là một loài bướm đêm thuộc phân họ Arctiinae, họ Erebidae.